# Беринг, Владимир Михайлович
Влади́мир Миха́йлович Бе́ринг, (фон Беринг) (24 декабря 1897 — 8 октября 1937) — советский инженер-конструктор артиллерийского вооружения. В 1928—1933 годах главный конструктор «Орудийного завода» — Завода № 8 имени М. И. Калинина в подмосковных Подлипках, ныне в черте города Королёв.

## Биография
- 1897 год — Родился 24 декабря в городе Екатеринбурге, в дворянской семье[2].
- 1916 год — Учился в Рижской Александровской гимназии (Латвия), завершил гимназическое образование в 1916 году в Асхабаде (ныне — Ашхабад, столица Туркмении с серебряной медалью. Затем поступил в Институт Корпуса Инженеров Путей сообщения в Петрограде (ныне — Санкт-Петербург), однако уже в декабре 1916 года был мобилизован и переведён в Петроградское Михайловское артиллерийское училище.
- 1917 год — в июле направлен на Кавказский фронт. В 1917 году, во время Первой Мировой войны, умер его отец — Михаил Александрович фон Беринг, и в связи с этим Владимир Михайлович в октябре 1917 года получил отпуск в Москву. Отсюда ушёл добровольцем в Красную Армию.

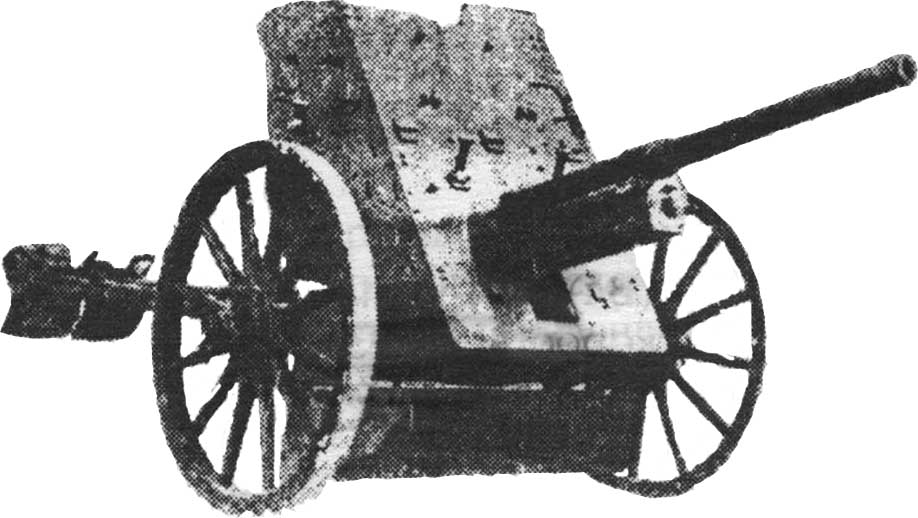
37-мм противотанковая пушка 1-К (образца 1930 года).

- 1920 год — сентябрь, Владимира Беринга командировали в Артиллерийскую Академию РККА в Петрограде на баллистический факультет, который он окончил «по первому разряду», и как отмечено в соответствующем удостоверении (№ 083 от 31 октября 1925 года), был удостоен звания «артиллерийский инженер». В том же документе отмечено, что Беринг, учась в Академии, выполнил, в частности, проекты орудия и снаряда, проект лафета, а также специальную работу по наукам социально-экономического цикла на тему «Балканский вопрос» и, кроме того, владеет французским и немецким языками.
- 1925 год — после выпуска из Академии В. М. Беринг получил назначение в город Рославль Смоленской гебернии, на должность начальника опытной части, потом работал в посёлке Новогирееве Московской губернии (ныне район Москвы).
- 1927 год — попадает в город Коломну, на научно-испытательный оружейный полигон.
- 1928 год — с 1 марта начинает значиться в резерве начсостава РККА. В 1928 году начинает работать на Заводе № 8 в качестве руководителя АКБ (Артиллерийское конструкторское бюро), ставшее впоследствии одним из ведущих в своей области.

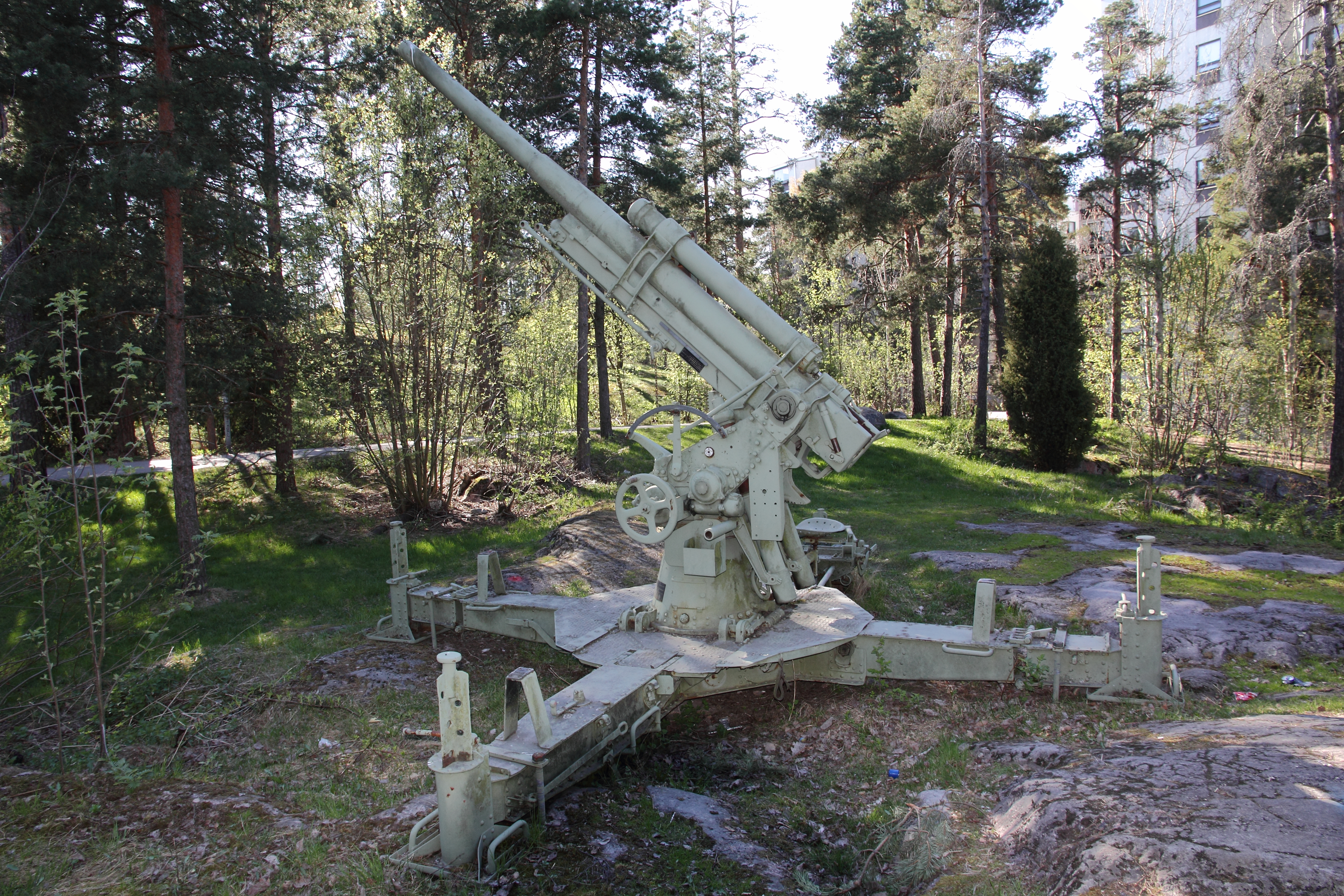
76-мм зенитная пушка образца 1931 года (3-К).

- 1930 год — первая крупная самостоятельная работа АКБ — 37-мм противотанковая пушка 1-К (образца 1930 года) была запущена в серийное производство в 1931 году. Её прототипом послужила пушка фирмы «РейнМеталл», приобретённая в Германии вместе с технической документацией и необходимым обрабатывающим оборудованием. Параллельно с работами по противотанковой пушке 1-К, конструкторское бюро во главе с В. М. Берингом разработало, также на основе немецкого образца, 76-мм зенитную пушку 3-К[3]. Орудия 1-К и 3-К, запущенные в валовое производство, стали базовыми для дальнейших разработок АКБ Завода № 8 в области противотанковой и среднекалиберной зенитной артиллерии.

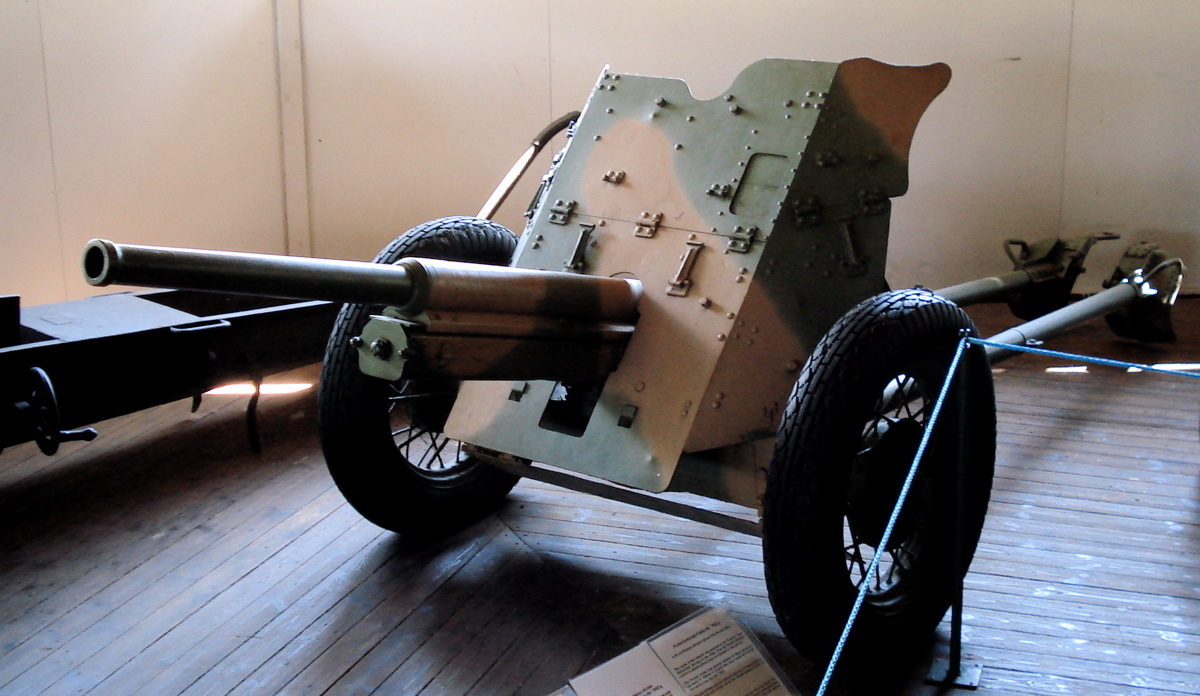
45-мм противотанковая пушка образца 1932 года (19-К).

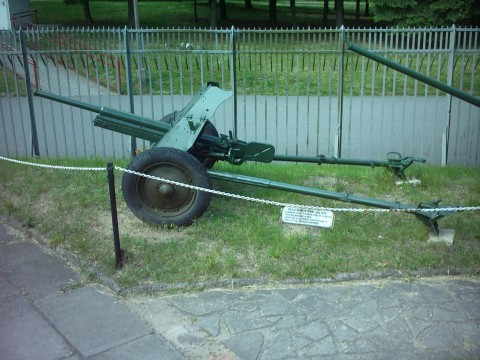
45-мм противотанковая пушка образца 1937 года (53-К).

- 1932 год — конструкторы АКБ предложили оригинальное техническое решение — наложить 45-мм ствол на лафет орудия 1-К и получили новое орудие — противотанковую пушку 19-К, что стало рождением нового семейства пушек — массового производства знаменитых «сорокопяток». Модернизированная модель этого орудия — 45-мм противотанковая пушка 53-К образца 1937 г. — составила основу противотанковой артиллерии РККА к началу Великой Отечественной войны и крупносерийно выпускалась на всём её протяжении. Не уступая лучшим зарубежным аналогам, она успешно применялась не только для борьбы с подвижными бронецелями, но и для подавления живой силы и огневых точек противника. На базе пушки 19-К, в свою очередь, были разработаны 45-мм танковая пушка 20-К (устанавливалась на лёгкие танки Т-26, быстроходные танки БТ, тяжёлые Т-35 и пушечные бронеавтомобили) и корабельная 45-мм полуавтоматическая зенитная пушка 21-К, вошедшая в состав вооружения большинства кораблей советского Военно-морского флота.
- 1933 год — 21 февраля Владимир Беринг был награждён Орденом Красной Звезды, а летом 1933 года в знак особого внимания руководства страны, его пригласили на торжественный приём к И. В. Сталину.
- 1933 год — 21 июня В. М. Беринг получил квартиру в так называемом «директорском доме» в посёлке Калининском по адресу улица Карла Либкнехта, дом 4.

## Арест
- 1933 год — 10 августа его арестовали и заключили в Бутырскую тюрьму. По версии ОГПУ В. М. Беринг якобы руководил «вредительской группой», целью которой являлся срыв выпуска заводской продукции. В этот период Завод № 8 действительно работал неровно, и выполнение плана действительно систематически оказывалось под угрозой. Кроме того, уже после принятия 45-мм противотанковой пушки 53-К на вооружение и в производство, выявился ряд конструктивных недоработок. И хотя действительными основными причинами были: катастрофический недостаток подготовленных кадров, прежде всего инженерных, несовершенные технологии, отсутствие опыта выпуска современных образцов вооружения, недостаточность и неосвоенность станочного парка, срыв сроков поставки комплектующих сторонними поставщиками, низкий уровень организации труда и трудовой дисциплины, — вину, тем не менее, полностью возложили на группу специалистов во главе с В. М. Берингом.
- 1933 год — с 10 сентября по 1 декабря Беринга, находившегося под арестом, привлекли к работе Специального Бюро, созданного на заводе Экономическим Управлением ОГПУ. В обязанности спецгруппы входило, в частности, «исправление дефектов конструкции (переконструирование)» пушек 3-К, 19-К и 20-К. С конца ноября 1933 года Бюро начало сдавать законченные работы.

## Приговор
- 1934 год — 2 февраля. Коллегия ОГПУ приговорила В. М. Беринга к высшей мере наказания, 19 февраля приговор был смягчён, и расстрел был заменён на 10 лет заключения в исправительно-трудовых лагерях. В начале апреля 1934 года В. М. Беринга отправили по этапу в Алзамайский лагерный пункт Сиблага (станция Камышет Томской железной дороги), затем в 1-е отделение Сиблага (Западная Сибирь, город Мариинск) и, наконец, во 2-е отделение Сиблага (станция Суслово Томской железной дороги), где он содержался до июня 1935 года. Работая в заключении на стройке, Беринг продолжал конструкторскую деятельность. 2 июня 1934 года он представил начальнику отделения своё изобретение с просьбой направить эти материалы на рассмотрение в Главное Артиллерийское Управление (ГАУ). «Изобретение может дать в случае положительных результатов экономию в несколько миллионов и повысит техническую мощь Красной Армии» (- из письма к жене, С. И. Беринг, от 10 июля 1934 года, РГАЭ, фонд 255, опись № 1, единица хранения № 9, лист 61). Характер изобретения и его судьба не известны — так же, как неизвестно, было ли оно вообще отправлено по назначению. Писал Беринг о своей новой разработке и техническому директору (главному инженеру) Завода № 8 Борису Ивановичу Каневскому, по просьбе мужа, С. И. Беринг встретилась с Каневским и спросила его мнение об изобретении. По всей видимости, встреча не принесла ожидаемых результата: «Ты пишешь так сдержанно о разговоре с Борисом Ивановичем, что я начинаю думать об его отрицательном отношении к этому предложению. Сам он мне не писал, это, конечно, нормально. Я поручил ему дальнейшую судьбу этого дела и мне не понятны слова Бориса Ивановича — „это не так скоро“(отзыв). Поднажимай и пиши, как есть. Если они сочтут, что это бред сумасшедшего — так и пиши. Мы — изобретатели, народ не обидчивый и сумеем отстаивать свои мысли.» (Из письма к С. И. Беринг от 5 августа 1934 года РГАЭ, фонд 255, опись № 1, единица хранения № 9, лист 68).
- 1935 год — В конце июня В. М. Беринга перевели в Норильлаг НКВД СССР (посёлок Дудинка Красноярского края), где он стал работать в системе НорильСтроя инженером-механиком.
- 1937 год — Беринг был обвинён «во вредительской деятельности, которую проводил в целях срыва сроков строительства Норильского комбината, работая в должности начальника механических мастерских Дудинского лагерного пункта Норильлага НКВД СССР».

## Расстрел
- 1937 год — 27 сентября. Решением тройки УНКВД Красноярского края В. М. Берингу назначили высшую меру наказания — расстрел. 8 октября 1937 года в посёлке Дудинка приговор привели в исполнение. Место захоронения неизвестно.

## Реабилитация
- 1957 год — 25 мая. В. М. Беринг был «полностью реабилитирован» по обвинению 1937 года, а 30 января 1958 года — по обвинению от 2 и 19 февраля 1934 года.

## Награды
- 1933 год — Орден Красной Звезды.